# Ан Сохён
Ан Сохён (кор. 안소현; род. 28 декабря 2001, Сеул) — южнокорейская фигуристка, выступающая в одиночном катании. Бронзовый призёр чемпионата Республики Корея (2015).

## Карьера
Ан начала заниматься фигурным катанием в 2010 году. На тот момент она была второклассницей в сеульской начальной школе Кёнъин. В 2013 году стала серебряным призёром чемпионата Республики Корея среди новичков. В следующем году выиграла национальный чемпионат среди юниоров.
Ан каталась под руководством Чи Хёнджон, которая отмечала её способность к выполнению прыжков. Ещё в годы обучения в начальной школе Ан овладела двойным акселем и всеми тройными прыжками, за исключением риттбергера. Слабой стороной фигуристки, по её собственному мнению, был артистизм.
В 2015 году Ан заняла третье место на взрослом чемпионате Республики Корея, уступив более опытным Пак Соён и Чхве Дабин. Но на международных взрослых турнирах дебютировала спустя два сезона, поскольку ранее не соответствовала возрастным критериям Международного союза конькобежцев. На юниорском уровне участвовала в соревнованиях Гран-при и чемпионате мира (2017).
После выхода во взрослые, что произошло во второй половине 2017 года, завоевала бронзу турнира серии Челленджер. В первый день состязаний Ice Star, проходивших в Минске, кореянка захватила промежуточное лидерство. По итогам двух прокатов она опустилась на третье место, обновив личный рекорд по сумме на пятнадцать баллов.
В последующие годы Ан, обучавшаяся в средней школе Синмок, не показывала высоких результатов на национальном чемпионате, вcледствие чего не могла рассчитывать на участие в международных турнирах в составе сборной Республики Корея.

## Результаты
| Соревнования                 | 12/13         | 13/14         | 14/15         | 15/16         | 16/17         | 17/18         | 18/19         |
| Международные                | Международные | Международные | Международные | Международные | Международные | Международные | Международные |
| ---------------------------- | ------------- | ------------- | ------------- | ------------- | ------------- | ------------- | ------------- |
| Minsk-Arena Ice Star         |               |               |               |               |               | 3             |               |
| Asian Open Trophy            |               |               |               |               |               | 4             |               |
| Международные среди юниоров  |               |               |               |               |               |               |               |
| Чемпионат мира               |               |               |               |               | 20            |               |               |
| Autumn Classic               |               |               |               |               | 3             |               |               |
| Гран-при Испании             |               |               |               | 5             |               |               |               |
| Гран-при Словакии            |               |               |               | 8             |               |               |               |
| Международные среди новичков |               |               |               |               |               |               |               |
| Asian Open Trophy            |               |               | 4             |               |               |               |               |
| Triglav Trophy               |               | 1             | 1             |               |               |               |               |
| Национальные                 |               |               |               |               |               |               |               |
| Чемпионат Республики Корея   |               |               | 3             | 9             | 7             | 13            | 23            |
| ЧРК среди юниоров            |               | 1             |               |               |               |               |               |
| ЧРК среди новичков           | 2             |               |               |               |               |               |               |